# Vele (Wallis e Futuna)
Vele è un villaggio della Collettività d'oltremare francese di Wallis e Futuna, nel regno di Alo, sull'isola di Futuna, sulla costa meridionale. Secondo il censimento del 21 luglio 2008 il villaggio ha una popolazione di 280 abitanti. L'aeroporto di Futuna si trova nelle vicinanze del villaggio.

## Società

### Evoluzione demografica
Abitanti censiti